# 阿尔贝托·洛波
阿尔贝托·洛波（Alberto Lopo García），西班牙足球运动员，场上司职中后卫，目前效力于西甲拉科鲁尼亚。

## 俱乐部生涯
洛波生于巴塞罗那，他在家乡的球队西班牙人开始自己的职业生涯。西班牙人队时期的洛波经常给人莽夫的印象，因为他经常因为犯规而吃到黄红牌。
然而来到拉科鲁尼亚之后，洛波逐渐提高了自己的防守水平，得牌数量也大幅下降。除了在防守中做出贡献，洛波也经常利用任意球机会前插，破门得分，为球队建功立业。

## 国家队生涯
尽管曾经得到过时任西班牙国家队主教练的阿拉贡内斯的征召，但洛波还从未代表西班牙国家队出场过。目前他所有的出场纪录都仅限于青年国家队。